# Ilija Pantelić
Ilija Pantelić (en serbi: Илија Пантелић; 2 d'agost de 1942 - 17 de novembre de 2014) fou un futbolista serbi de la dècada de 1960.
Fou 18 cops internacional amb la selecció iugoslava.
Pel que fa a clubs, defensà els colors de Vojvodina, i a França a Paris-Neuilly, Olympique de Marsella, Bastia, i Paris Saint-Germain.

## Palmarès
Vojvodina
- Lliga iugoslava de futbol: 1965-66

Marsella
- Lliga francesa de futbol: 1970-71